# Vodní nádrž Barbora
Vodní nádrž Barbora je umělé jezero v Mostecké pánvi, severně od vesnice Oldřichov a jihozápadně od města Košťany, zhruba 6 km na západ od Teplic. Vodní plocha zasahuje do dvou katastrálních území: Oldřichov u Duchcova a Verneřice u Hrobu.

## Historie
V minulosti se v okolí Oldřichova těžilo hnědé uhlí, mj. v hlubinném dole Barbora. V roce 1957 se ve stejné lokalitě začalo těžit povrchovým způsobem. Po vytěžení lomu vznikla zbytková jáma o rozloze přes 70 ha s názvem Barbora. Ta byla v 70. letech 20. století zatopena důlní vodou, vznikla tak vodní nádrž o rozloze 55 ha hluboká až 60 m. Později byl samovolně naplněný lom zprůtočněn přivedením vody z nedalekého potoka Bouřlivce.

## Současnost
V současné době je v nádrži kvalitní pramenitá voda s dobrou průhledností. Plocha je využívána pro rekreační koupání a slouží také k výcviku sportovních potápěčů, k jízdám na plachetnicích nebo jako plocha pro windsurfing. V letních měsících je oblíbeným cílem návštěvníků z celého regionu Teplicka a Duchcovska i širšího okolí.